# 穴 (2001年の映画)
『穴』（原題：The Hole、米題：After the Hole）は、2001年公開のイギリス映画。
ガイ・バートのデビュー作品『体験のあと』を映画化した作品。4人の学生が謎の“穴”で体験した悪夢と恐怖を描く衝撃のサイコスリラー。

## キャッチコピー
- 大切なものは中においてきた。
- 若葉の緑かおる春、イギリスのパブリック・スクールから、4人の生徒が忽然と姿を消した。

## キャスト
※括弧内は日本語吹替
- ソーラ・バーチ：リズ（坂本真綾）
- デズモンド・ハリントン：マイク（竹若拓磨）
- ダニエル・ブロックルバンク：マーティン（川島得愛）
- ローレンス・フォックス：ジェフ（土田大）
- キーラ・ナイトレイ：フランキー（柳沢真由美）
- エンベス・デイヴィッツ：フィリッパ（唐沢潤）
- スティーヴン・ウォディントン
- エマ・グリフィス・マリン
- ジェマ・クレイヴン

- その他の声の吹き替え：藤生聖子／遠藤純一／よのひかり／斎藤恵理／水島大宙／山田智子／田中一永